# 金·凱利
尤金·柯倫·凱利（英語：Eugene Curran “Gene” Kelly，1912年8月23日—1996年2月2日），生于美国匹茲堡，美國電影演員、舞者、製作人、導演與歌手，曾經主演過《雨中曲》等诸多知名電影，是美國電影史上相當重要的一位演員。1999年，他被美國電影學會選為百年來最偉大的男演員第15名。

## 生平

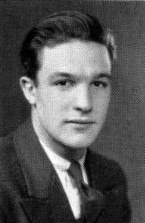
金·凯利在匹兹堡大学1933年年鉴上的照片

## 作品節選
主演
- 1942年：《只為你我（英语：For Me and My Gal (film)）》
- 1944年：《封面女郎》
- 1945年： - 提名奧斯卡最佳男主角
- 1948年：《風流海盜（英语：The Pirate (1948 film)）》
- 1949年：《錦城春色》
- 1951年： - 提名金球獎最佳音樂及喜劇類電影男主角
- 1951年：《It’s a Big Country（英语：It’s a Big Country）》
- 1952年：《萬花嬉春》

導演
- 1952年：《萬花嬉春》
- 1969年：《你好!多莉!（英语：Hello, Dolly! (film)）》 - 提名金球獎最佳導演

## 延伸閱讀
- Wise, James. . Annapolis, MD: Naval Institute Press. 1997. ISBN 1557509379. OCLC 36824724.

## 外部連結
- 金·凱利在互联网电影资料库（IMDb）上的資料（英文）
- TCM电影资料库上金·凱利的资料（英文）
- 互聯網百老匯資料庫（IBDB）上金·凱利的資料（英文）
- The Gene Kelly Awards - University of Pittsburgh
- Obituary, NY Times, February 3, 1996 （页面存档备份，存于）
- Naval Intelligence File on Gene Kelly
- Gene Kelly - An American Life - PBS （页面存档备份，存于）